# Pilotballon

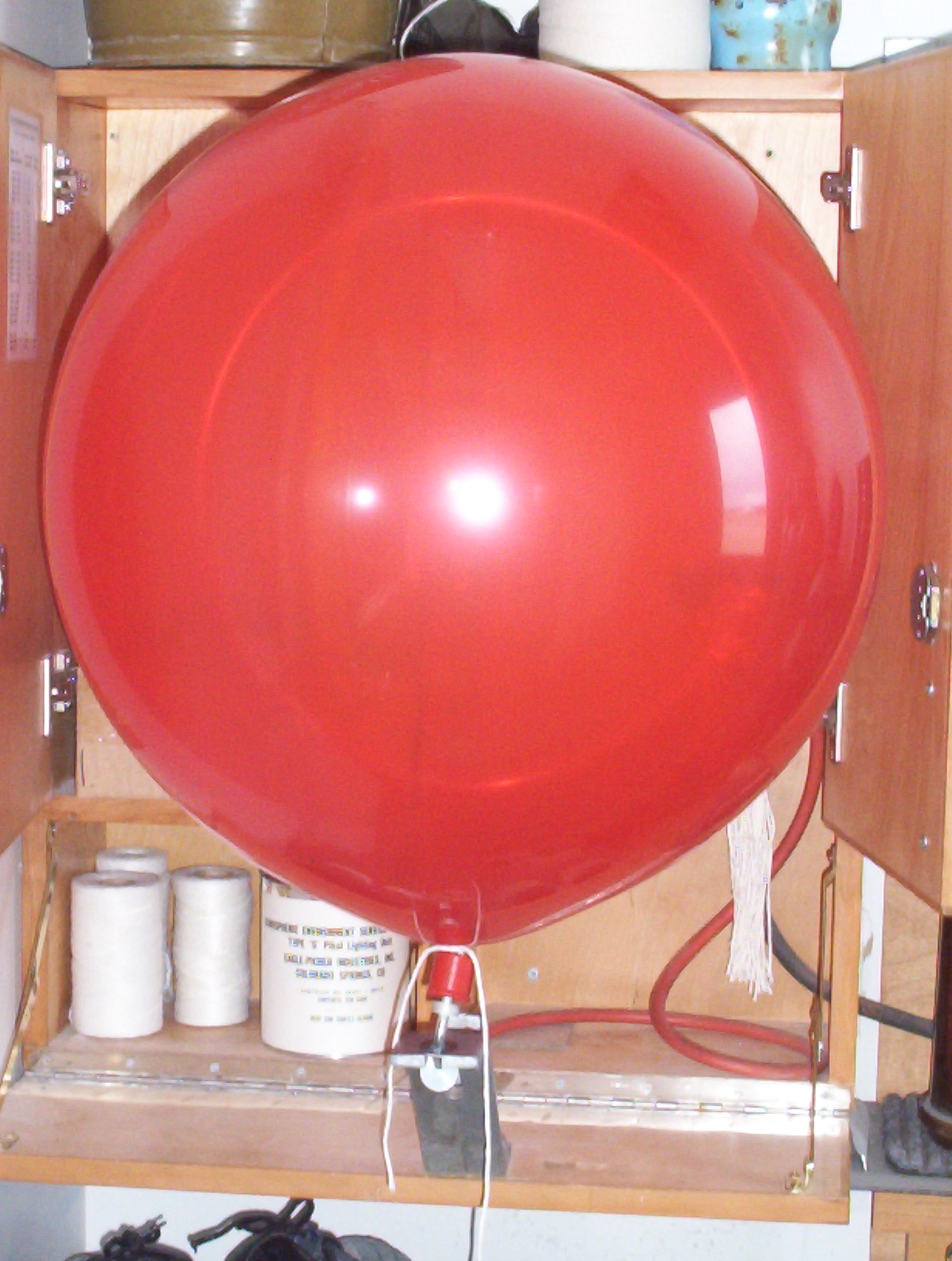
Pilotballon

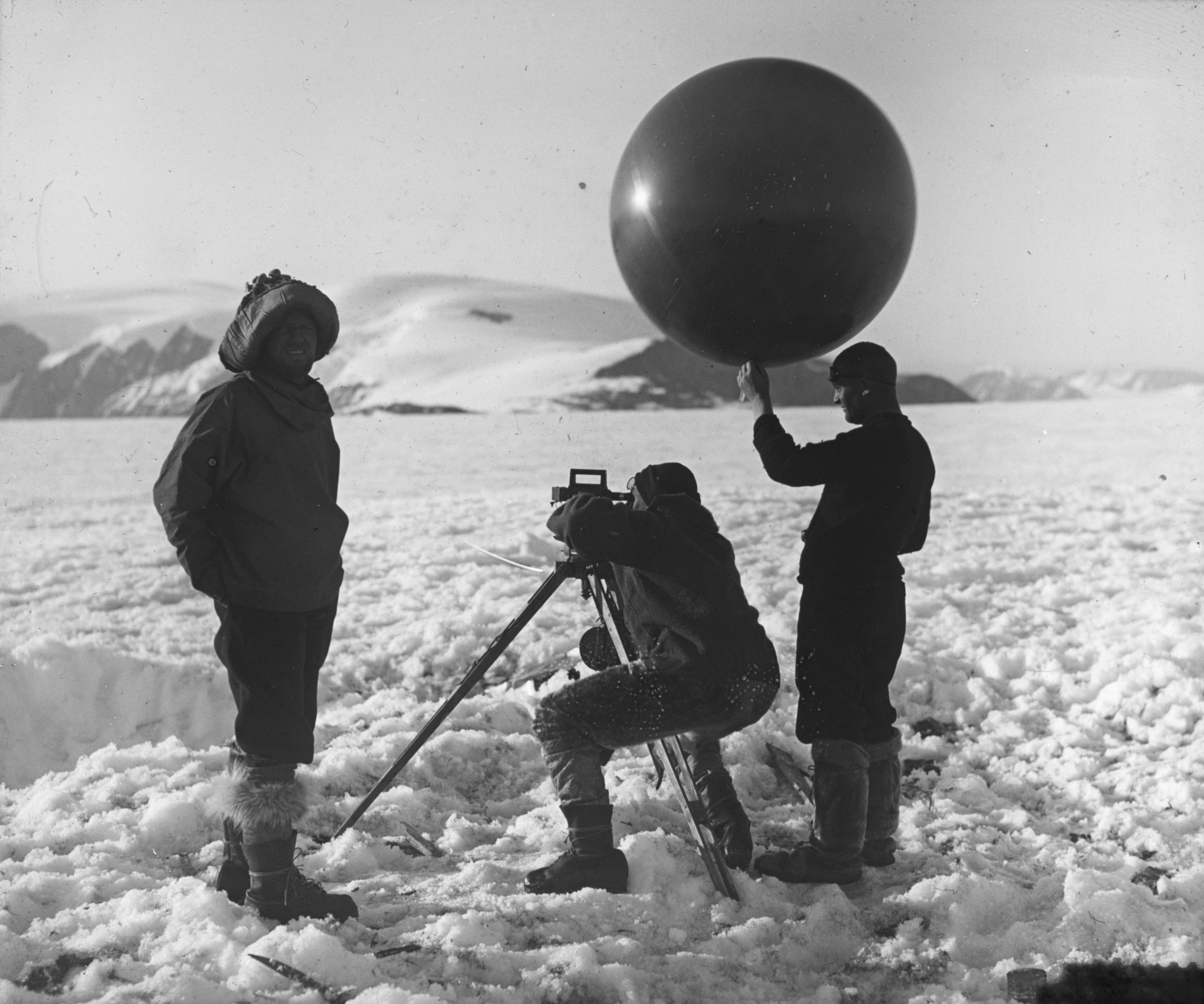
Start eines Pilotballons 1931 auf der Grönland-Expedition Alfred Wegeners, in der Mitte der Theodolit

Ein Pilotballon wird von den Meteorologen benutzt, um die Höhe der
Unterseite der Wolken über dem Erdboden während der Tagesstunden festzustellen. Der Ballon wird dazu derart befüllt, dass seine Aufstiegsgeschwindigkeit bekannt ist. Aus der gemessenen Zeitspanne zwischen dem Start des Ballons und seinem Eintauchen in die Wolke kann man so auf die Höhe der Wolkenuntergrenze schließen. Durch die Verfolgung der Flugbahn, früher mit einem Theodolit, heute mittels Radar oder GPS, können Richtung und Geschwindigkeit von Höhenwinden bestimmt werden.

## Geschichte
Der Pilotballon in seiner heutigen Form wurde 1901 von Richard Aßmann in Berlin eingeführt. Im Gegensatz zu den bis dahin verwendeten Ballons aus Stoff, Goldschlägerhaut oder Papier sicherten Gummiballons eine gleichbleibende und vorher bekannte Aufstiegsgeschwindigkeit.

## Handhabung
Ein Pilotballon ist ein kleiner, normalerweise roter Gummiballon, der allgemein 76 Millimeter vor dem Befüllen misst. Die Ballons und die dazugehörende Ausrüstung werden normalerweise in einem Schrank untergebracht, der an einer Wand nah an den Gaszylindern angebracht wird. Der Schrank hat drei Türen, von denen eine sich nach unten öffnet und an dem der Füllerstandplatz angebracht wird. An der Oberseite des Füllers ist am Standplatz ein „L“-förmiges Rohr mit zwei Ringen angebracht, ein kleiner auf der unteren und ein größerer auf der Oberseite der Einfülldüse. Die Ringe verhindern, dass der Schlauch durch den Standplatz zu weit fallen oder steigen kann, wenn der Ballon aufgeblasen wird. Der obere Ring hat einige Nuten eingearbeitet, die ihn helfen, den Ballon zu greifen, der an ihm befestigt wird.
An der Unterseite des Rohres ist ein Gewicht, das, wenn die exakte Menge des Gases eingefüllt worden ist, anhebt, um anzuzeigen, dass der Ballon voll ist. Ein Gummischlauch wird an diesem Rohr angebracht und überschreitet dadurch den Füllerstandplatz zweimal. Die erste Bohrung ist größer als der Schlauch, um eine Bewegung des Schlauches zu ermöglichen, während die Zweite verwendet wird, um den Schläuche in Position zu halten. Der Schlauch läuft zu einem Nadelventil, das die Menge des Gasflusses zum Ballon steuert. Ein zweiter Schlauch läuft dann vom Ventil zu einem Reglerventil, das am Gaszylinder angebracht wird. Dieses Ventil hat zwei angebrachte Druckanzeiger. Einer, der den Gesamtdruck im Gaszylinder und einen Zweiten, der die Menge des Gases zeigt, der durch den Schlauch fließt. Gewöhnlich besteht der Zylinder aus Stahl und wiegt ungefähr 63,5 kg. Er enthält ca. 5,7 m³ des Gases mit einem Druck von 14 MPa und kann ungefähr 120 Ballons aufblasen. Auf der gegenüberliegenden Seite des Schrankes ist der Raum zur Aufbewahrung der Ballons. Als Füllgas wird normalerweise Helium benutzt, es kann aber auch Wasserstoff sein.
Der Ballon wird zur Gasdüse gebracht und ein Stück Band wird um den Ballonhals gewunden. Nach dem Aufsetzen der Schutzbrille und des Gehörschutzes, wird überprüft, ob das Nadelventil völlig geschlossen ist. Das Hauptventil auf dem Zylinder wird dann geöffnet, darauf folgt das Öffnen des Reglerventil. Zunächst wird das Nadelventil geöffnet und der Ballon fängt an sich zu füllen. Wenn der Ballon die korrekte Größe erreicht, fängt die Befüllungsdüse an anzuheben. An diesem Punkt werden das Nadelventil zusammen mit dem Reglerventil und dem Zylinderventil geschlossen. Das Klebeband wird dann benutzt, um dem Ballonansatz zuzubinden, damit kein Gas entweichen kann.
Nachdem das Befüllen des Ballons draußen vorgenommen wurde, wird er losgelassen. Die Zeit vom Start bis zum Erreichen der Wolkendecke wird gemessen. Wenn er richtig aufgeblasen wird, steigt der Ballon mit einer Rate von 140 Metern pro Minute (460 ft/min). Die Unterseiten der Wolken sind sehr selten flach und fest, so dass die Höhe der Wolken erreicht wird, wenn die Farbe des Ballons anfängt zu verblassen und nicht, wenn er verschwindet. Der Ballon kann auch benutzt werden, um die vertikale Sicht in einer Nebeldecke zu messen. In diesem Fall fängt der Ballon an zu verblassen, sobald er freigegeben wird, so dass sich die vertikale Sicht, wenn der Ballon verschwindet. Wenn der Ballon für einen beträchtlichen Zeitraum in der Wolkenschicht sichtbar ist, sollte es der Beobachter notieren, weil dies ein Wert für die Dichte der Wolken ist.
Der Pilotballon ist ein zuverlässiges, sicheres und einfaches Mittel, Daten über die Höhe der Wolken zu erhalten. Jedoch hat er einige Nachteile, die dem Beobachter bewusst sein müssen. Regen und nasser Schnee können den Aufstieg des Ballons verlangsamen, welche zu einem falschen Messwert für die Wolkendeckenhöhe führen und bei schlechter Sicht kann der Ballon verschwinden, bevor er die Wolke erreicht. Wenn der Ballon mit einer Rate von 140 m pro Minute (460 ft/Minute) steigt, dauert es fünf Minuten, bis der Ballon 700 m erreicht (2300 ft). Über diese Höhe hinaus dem Ballon zu folgen, zum Beispiel mit einem Fernglas ist schwierig, da schon eine geringfügige Bewegung des Auges weg vom Ballon dazu führt, dass man den Sichtkontakt verliert.
Nachts ist es nicht praktisch, einen Ballon zu benutzen. Dann wird der Wolkenprojektor benutzt. Jedoch während der Dämmerung kann es unmöglich sein, den Wolkenprojektor zu benutzen und dann kann ein beleuchteter Versuchsballon benutzt werden. Dieser enthält eine einfache Taschenlampenbirne, die an einer Batterie angebracht wird. Um die Batterie aufzuladen, wird sie im Wasser für drei Minuten untergetaucht und dann an den Ballon vor dem Aufpumpen gebunden. Diese werden heute selten verwendet. Vorsicht muss während des Aufpumpens verwendet werden wegen des gelegentlichen fehlerhaften Ballons und seines Ausfalls. Wenn die Person, die den Ballon aufpumpt, weder Schutzbrille noch Gehörschutz trägt, können im Fall eines Platzens Augen- oder Ohrenschäden auftreten.